# Saturnia alticola
Saturnia alticola är en fjärilsart som beskrevs av Denso. 1912. Saturnia alticola ingår i släktet Saturnia och familjen påfågelsspinnare. Inga underarter finns listade.